# 헝가리 사회노동당
헝가리 사회노동당(헝가리어: Magyar Szocialista Munkáspárt 마자르 조시얼리스타 문카스파르트[*], 약칭 MSZMP)는 1956년에 설립된 헝가리 인민공화국의 공산당으로 1956년 헝가리 혁명 사태 당시 헝가리 혁명노동자농민정부 수반인 카다르 야노시가 창당하였다. 1989년 카다르 야노시의 실각으로 이 정당은 붕괴하고 헝가리 사회당이 설립되었으나, 카다르를 지지한 인사들은 동명의 정당인 헝가리 사회노동당을 설립하였다. 이후 이 정당은 헝가리 노동자당으로 개명되었다.

## 역사
카다르 야노시가 1956년 10월 31일 헝가리 사회노동당을 창당하였다. 11월 1일에 이 정당은 너지 임레 정권을 대체할 혁명노동자농민정부를 조직했으며, 소련과 바르샤바 조약기구의 지지를 받아 사회노동당의 정부는 유일 합법 정부로 인정되었고 구야시 공산주의를 선언하며 헝가리 인민공화국을 제건하기 시작했다.
사회노동당은 1956년 헝가리 혁명을 진압하는데 앞잡섰고 반공주의 폭도를 색출해 처벌하였다. 그러나 일반인 시위 가담자는 석방하거나 훈방 조치만 하는 등의 관용을 베풀었다. 시민을 겨냥한 카다르 지도부의 사회 통합 조치는 큰 인기를 끌었다. 
1960년대 헝가리 사회노동당은 새로운 경제 체제를 시험하였고 그중 몇몇은 성공을 거두었다. 그러나 1970년대 서구권 국가에 대한 의존도를 높인 잘못된 정책을 추진했고, 이는 헝가리에 막대한 부채를 발생시켜 경재위기를 초래해 헝가리 사회노동당은 권력을 유지하기 힘들어졌다.

## 역대 선거 결과

### 총선
| 년도 | 득표수        | 득표율        | 의석 수   |
| ---- | ------------- | ------------- | --------- |
| 1958 | 알려지지 않음 | 알려지지 않음 | 276 / 338 |
| 1963 | 알려지지 않음 | 알려지지 않음 | 252 / 298 |
| 1967 | 알려지지 않음 | 알려지지 않음 | 259 / 349 |
| 1971 | 알려지지 않음 | 알려지지 않음 | 224 / 352 |
| 1975 | 알려지지 않음 | 알려지지 않음 | 215 / 352 |
| 1980 | 알려지지 않음 | 알려지지 않음 | 252 / 352 |
| 1985 | 알려지지 않음 | 알려지지 않음 | 288 / 387 |

## 같이 보기
- 호른 줄러
- 헝가리의 정당
- 네메트 미클로시 (정치인)